# Wavetable-Modul
Ein Wavetable-Modul (englisch für Wellenformtabelle) oder eine Wavetable-Platine ist eine Erweiterungs-Steckkarte für elektronische Klangerzeuger, die sich der Wavetable-Synthese bedienen. Derartige Module sind für Soundkarten, Keyboards und Synthesizer erhältlich. Sie enthalten eine Klangbibliothek, die in einem ROM gespeichert ist. Somit sind diese vordefinierten Töne bzw. Klänge abrufbar und können mit dem Mastergerät abgespielt werden.

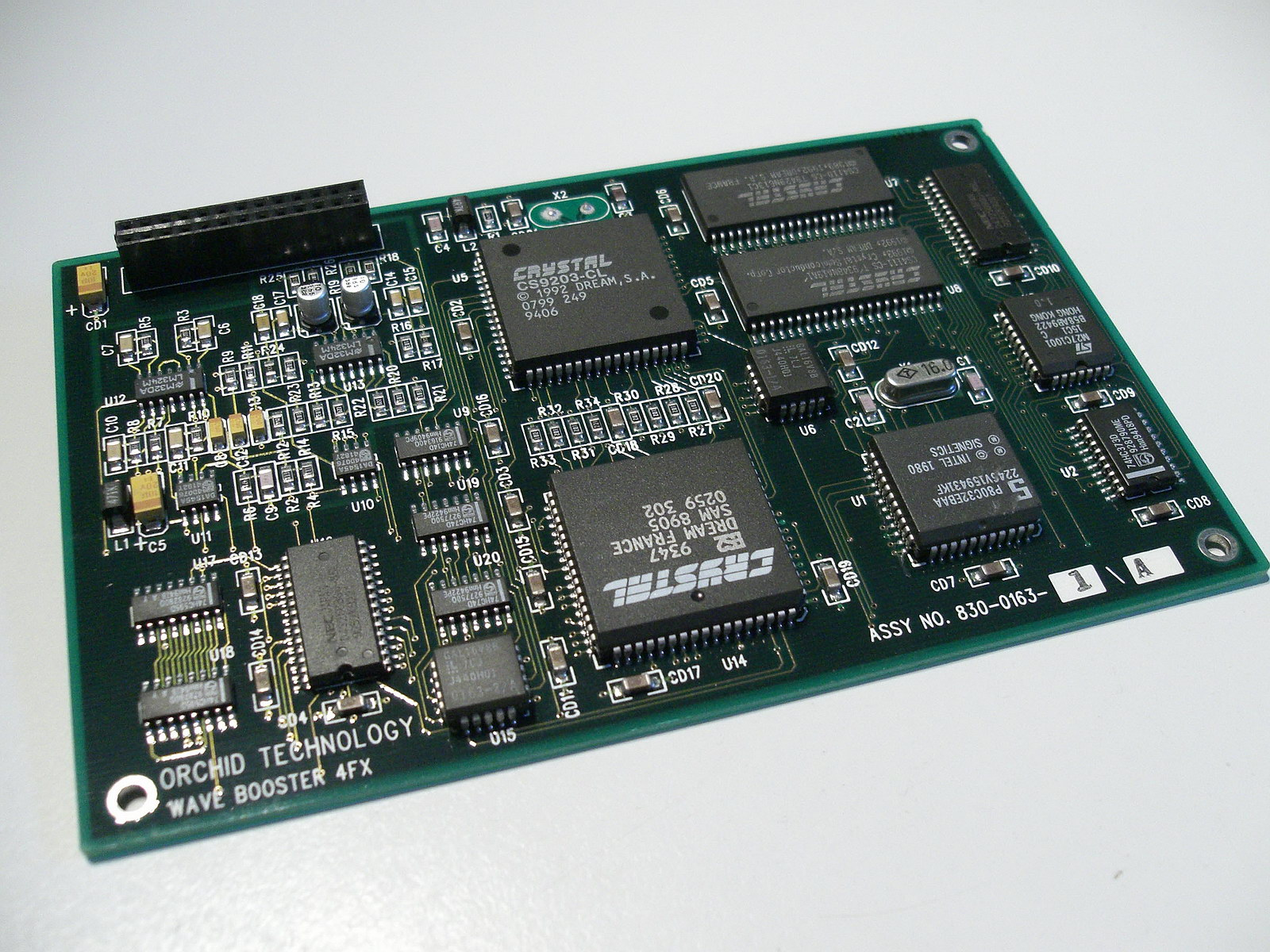
Orchid Wave Booster 4FX

Die interne Daten-Kommunikation zwischen Träger- und Erweiterungskarte erfolgt entweder per MIDI oder einen proprietären Bus. Die Stromversorgung des Wavetable-Moduls erfolgt grundsätzlich über das Trägersystem, in das die Wavetable-Karte eingebaut wird.

## Wavetable und Computer
Bei Computer-Soundkarten erfolgt der Anschluss über z. B. die 26-polige Waveblaster-Schnittstelle durch simples Aufstecken der Karte (Siehe auch: Sound Blaster).
Pin-Belegung der 26-pol. WaveBlaster-Schnittstelle:
| WaveBlaster-Schnittstelle, 26-polig | WaveBlaster-Schnittstelle, 26-polig | WaveBlaster-Schnittstelle, 26-polig | WaveBlaster-Schnittstelle, 26-polig |
| Pin                                 | Belegung                            | Pin                                 | Belegung                            |
| ----------------------------------- | ----------------------------------- | ----------------------------------- | ----------------------------------- |
| 1                                   | digitale Masse                      | 14                                  | +5 V                                |
| 2                                   | –                                   | 15                                  | analoge Masse                       |
| 3                                   | digitale Masse                      | 16                                  | –                                   |
| 4                                   | TTL-MIDI                            | 17                                  | analoge Masse                       |
| 5                                   | Dgnd                                | 18                                  | +12 V                               |
| 6                                   | +5 V                                | 19                                  | analoge Masse                       |
| 7                                   | digitale Masse                      | 20                                  | Audio rechts                        |
| 8                                   | –                                   | 21                                  | analoge Masse                       |
| 9                                   | digitale Masse                      | 22                                  | −12 V                               |
| 10                                  | +5 V                                | 23                                  | analoge Masse                       |
| 11                                  | digitale Masse                      | 24                                  | Audio links                         |
| 12                                  | –                                   | 25                                  | analoge Masse                       |
| 13                                  | –                                   | 26                                  | Reset                               |

## Elektronische Klangerzeuger
Im Gegensatz zu o. g. Wavetable-Karten für Computer-Soundkarten, bei denen Instrumenten-Bank-Standards wie General MIDI, General Synth oder Yamahas XG eingehalten werden, können bei Synthesizern oder Workstation-Keyboards die Erweiterungskarten mit speziellen Instrumentenklängen einer bestimmten Kategorie erworben werden (z. B. Klavier bzw. Flügel, Streicher, Blechbläser usw.). Somit lässt sich durch Verwendung von Wavetable-Erweiterungs-Karten ein elektronischer Klangerzeuger (z. B. einer Big-Band) nachträglich je nach Auswahl der Wavetable-Karten an den Instrumenten-Bedarf sowie die zu spielende Musikrichtung anpassen.
Für einige Masterkeyboards, welche zunächst gar keine eigene Klangerzeugung besitzen, werden Erweiterungen angeboten, um sie spielfähig zu machen. Z. B. existieren Module wie das Waldorf Nano für Keyboards vom CME.
Art und Umfang der Instrumente sind vom Hersteller abhängig.